# Hyémondans
Hyémondans ist eine französische Gemeinde mit 203 Einwohnern (Stand: 1. Januar 2022) im Département Doubs in der Region Bourgogne-Franche-Comté.

## Geographie
Hyémondans liegt auf 428 m, etwa 18 Kilometer südwestlich der Stadt Montbéliard (Luftlinie). Das Dorf erstreckt sich in einem breiten Talbecken im nördlichen französischen Jura am Nordfuß der Lomontkette, südlich des Doubstals.
Die Fläche des 6,87 km² großen Gemeindegebiets umfasst einen Abschnitt des französischen Juras. Der Hauptteil des Gebietes wird vom Talbecken von Hyémondans eingenommen, das eine Breite von rund 1,5 km und eine Länge von 3 km aufweist. Es wird durch den Ruisseau de Sourans nach Norden zum Ruisseau du Bié und damit zum Doubs entwässert. Das Talbecken ist bis zu 150 m in die umgebenden Höhen eingeschnitten, welche eine tafeljuraartige Hochfläche am Nordfuß der Lomontkette bilden. Es besitzt sehr steile, meist bewaldete Hänge, die an der Oberkante an verschiedenen Orten von einem widerstandsfähigen Kalkfelsband gekrönt werden. Im Osten verläuft die Grenze meist oberhalb des Steilabfalls am Rand des Hochplateaus von Goux-lès-Dambelin (bis 560 m). Nach Südosten leitet ein Sattel (480 m) zum Einzugsgebiet der Ranceuse über. Die westliche Abgrenzung liegt ebenfalls am Rand der angrenzenden Höhen von Lanthenans und Tournedoz. Der südliche Talabschluss wird durch den Steilhang der Montagne du Lomont markiert. Sie bildet in geologisch-tektonischer Hinsicht eine Antiklinale des Faltenjuras und ist gemäß der Streichrichtung des Gebirges in dieser Region in Richtung West-Ost orientiert. Mit 821 m wird auf dem Kamm des Lomont die höchste Erhebung von Hyémondans erreicht.
Zu Hyémondans gehört der Weiler La Cude (461 m) im südlichen Teil des Talbeckens am Fuß des Lomont. Nachbargemeinden von Hyémondans sind Sourans im Norden, Goux-lès-Dambelin und Dambelin im Osten, Vyt-lès-Belvoir im Süden sowie Anteuil und Lanthenans im Westen.

## Sehenswürdigkeiten

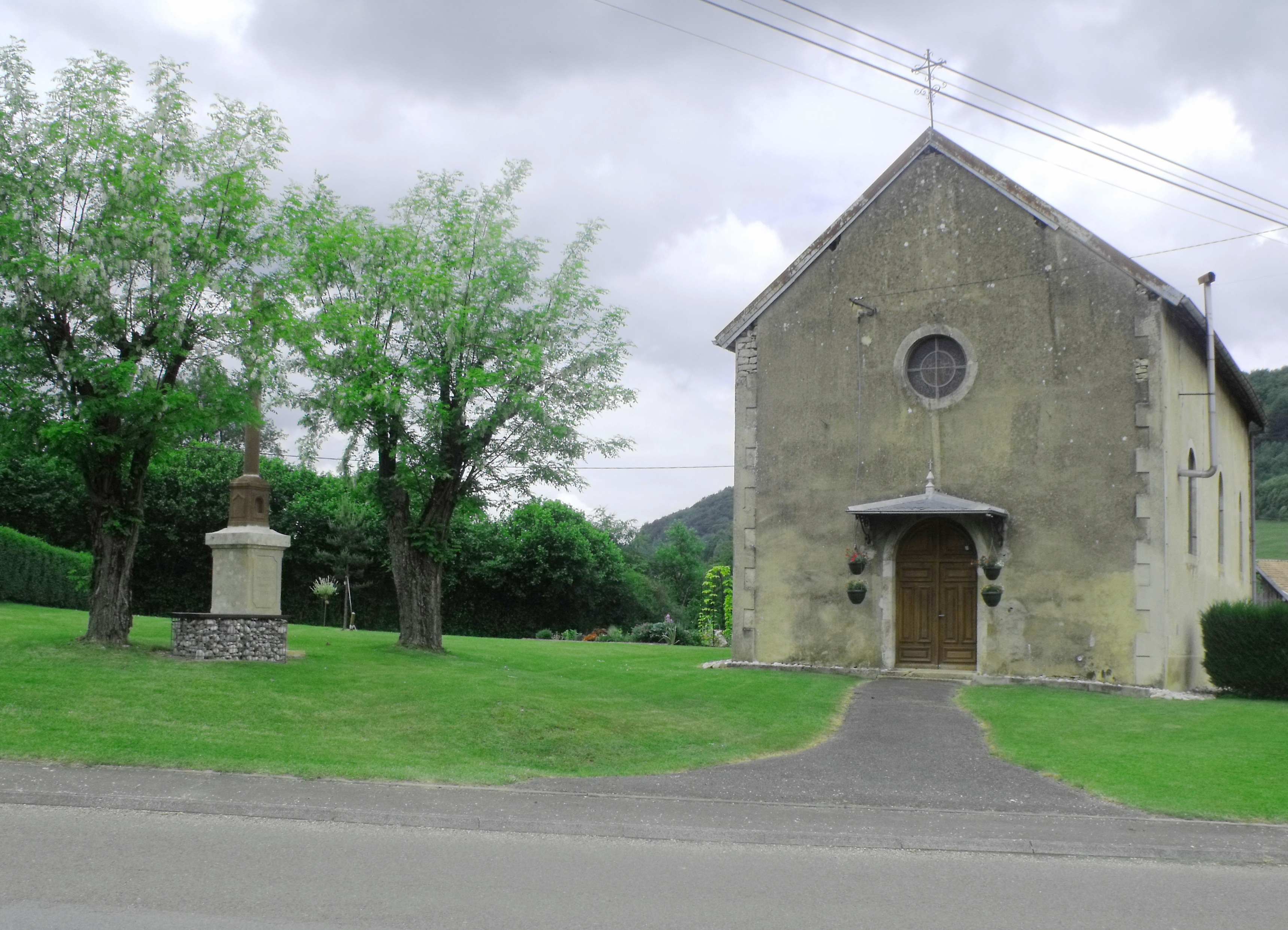
Kapelle Hyémondans

Die Kapelle von Hyémondans wurde 1881 erbaut. Anstelle der Kapelle besitzt die Mairie (Rathaus) einen Glockenturm.

## Bevölkerung
| Jahr                       | 1962 | 1968 | 1975 | 1982 | 1990 | 1999 | 2016 |
| Einwohner                  | 118  | 104  | 100  | 148  | 151  | 139  | 198  |
| Quellen: Cassini und INSEE |      |      |      |      |      |      |      |

Mit 203 Einwohnern (Stand 1. Januar 2022) gehört Hyémondans zu den kleinen Gemeinden des Départements Doubs. Nachdem die Einwohnerzahl in der ersten Hälfte des 20. Jahrhunderts stets im Bereich zwischen 150 und 170 Personen gelegen hatte, wurde in der nachfolgenden Periode eine Bevölkerungsabnahme verzeichnet, der seit Beginn der 1980er Jahre wieder ein leichtes Wachstum und nach der Jahrtausendwende eine deutliche Zunahme folgte.

## Wirtschaft und Infrastruktur
Hyémondans war bis weit ins 20. Jahrhundert hinein ein vorwiegend durch die Landwirtschaft (Ackerbau, Obstbau und Viehzucht) geprägtes Dorf. Noch heute leben die Bewohner zur Hauptsache von der Tätigkeit im ersten Sektor. Außerhalb des primären Sektors gibt es nur wenige Arbeitsplätze im Dorf. Einige Erwerbstätige sind auch Wegpendler, die in den umliegenden größeren Ortschaften ihrer Arbeit nachgehen.
Die Ortschaft liegt abseits der größeren Durchgangsstraßen an einer Departementsstraße, die von L’Isle-sur-le-Doubs nach La Cude führt. Der nächste Anschluss an die Autobahn A36 befindet sich in einer Entfernung von ungefähr elf Kilometern. Eine weitere Straßenverbindung besteht mit Lanthenans.